# Oncieu
Oncieu est une commune française, située dans le Bugey (chaine sud du Jura), dans le département de l'Ain en région Auvergne-Rhône-Alpes, connu pour sa forme circulaire et la prairie circulaire en son centre.
Les habitants d'Oncieu s'appellent les Onciolans.

## Géographie
La commune se situe sur une proéminence de 467 mètres d'altitude délimitée au nord par le rocher de la cathédrale culminant à 705 mètres, à l'est par le pli de Narse (karstique qui s'étend d'Argis à Évosges), à l'ouest par la vallée de la Mandorne et le bois Rombois (311 mètres). Cette proéminence descend jusqu'à la cluse des Hôpitaux au niveau du hameau Moulin à Papier (291 mètres).
Le ruisseau du Buinand traverse le territoire communal avant de se jeter dans la Mandorne au niveau du hameau Moment. Celui-ci alimente la cascade de Bruire.
La commune d'Oncieu s'étend sur 7,8 km2.

### Climat
Pour des articles plus généraux, voir Climat d'Auvergne-Rhône-Alpes et Climat de l'Ain.
En 2010, le climat de la commune est de type climat de montagne, selon une étude du CNRS s'appuyant sur une série de données couvrant la période 1971-2000. En 2020, Météo-France publie une typologie des climats de la France métropolitaine dans laquelle la commune est exposée à un climat de montagne ou de marges de montagne et est dans la région climatique Jura, caractérisée par une forte pluviométrie en toutes saisons (1 000 à 1 500 mm/an), des hivers rigoureux et un ensoleillement médiocre.
Pour la période 1971-2000, la température annuelle moyenne est de 10,2 °C, avec une amplitude thermique annuelle de 17,5 °C. Le cumul annuel moyen de précipitations est de 1 495 mm, avec 12,3 jours de précipitations en janvier et 8,2 jours en juillet. Pour la période 1991-2020, la température moyenne annuelle observée sur la station météorologique de Météo-France la plus proche, sur la commune de Saint-Rambert-en-Bugey à 3 km à vol d'oiseau, est de 11,4 °C et le cumul annuel moyen de précipitations est de 1 512,4 mm,. Pour l'avenir, les paramètres climatiques de la commune estimés pour 2050 selon différents scénarios d'émission de gaz à effet de serre sont consultables sur un site dédié publié par Météo-France en novembre 2022.

## Urbanisme

### Typologie
Au 1er janvier 2024, Oncieu est catégorisée commune rurale à habitat dispersé, selon la nouvelle grille communale de densité à 7 niveaux définie par l'Insee en 2022.
Elle est située hors unité urbaine et hors attraction des villes,.

### Occupation des sols
L'occupation des sols de la commune, telle qu'elle ressort de la base de données européenne d’occupation biophysique des sols Corine Land Cover (CLC), est marquée par l'importance des forêts et milieux semi-naturels (95,4 % en 2018), une proportion identique à celle de 1990 (95,4 %). La répartition détaillée en 2018 est la suivante : 
forêts (80,2 %), milieux à végétation arbustive et/ou herbacée (15,1 %), zones agricoles hétérogènes (4,4 %), zones urbanisées (0,2 %).
L'évolution de l’occupation des sols de la commune et de ses infrastructures peut être observée sur les différentes représentations cartographiques du territoire : la carte de Cassini (XVIIIe siècle), la carte d'état-major (1820-1866) et les cartes ou photos aériennes de l'IGN pour la période actuelle (1950 à aujourd'hui).

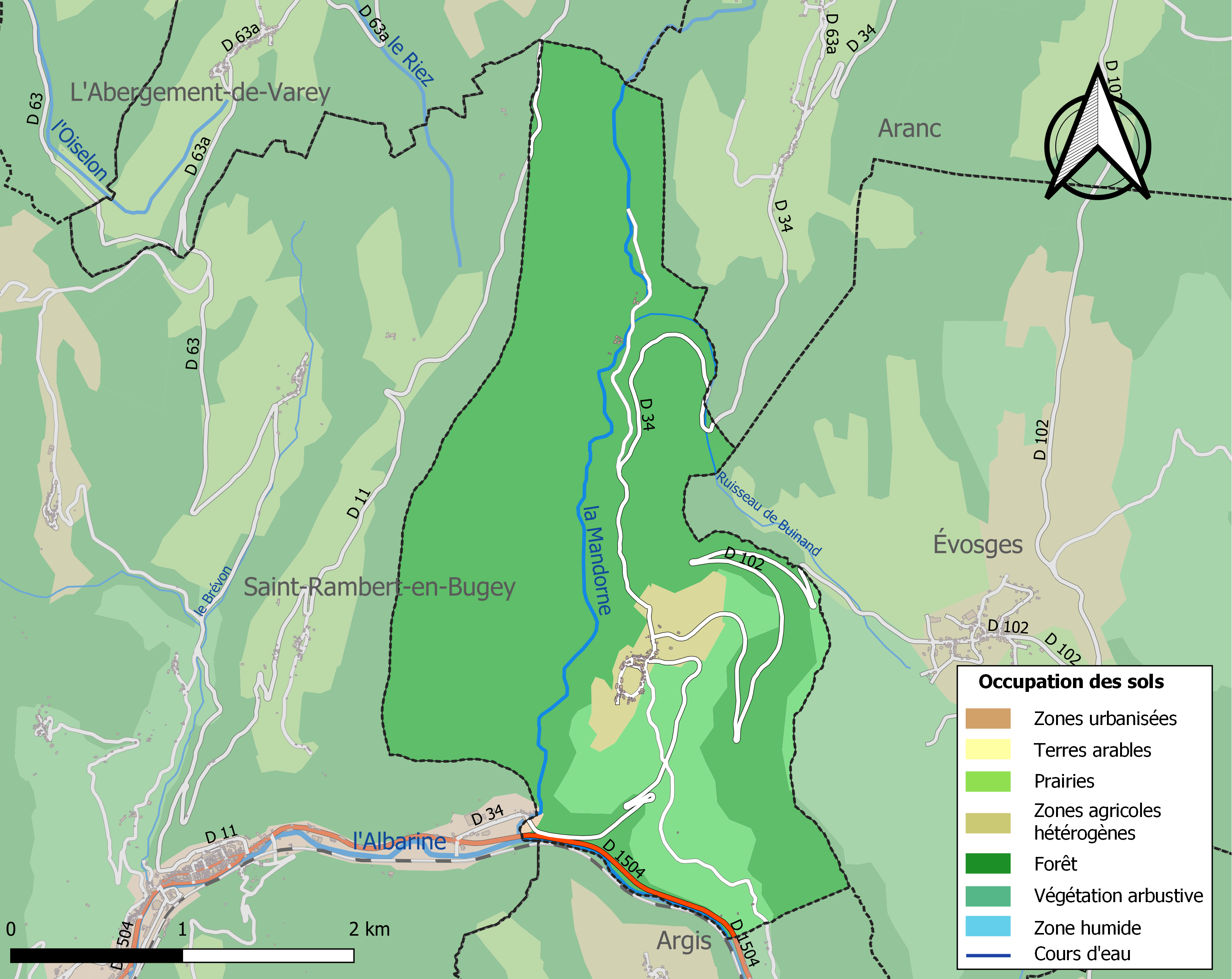
Carte des infrastructures et de l'occupation des sols de la commune en 2018 (CLC).

## Géologie
Le village d'Oncieu se situe sur un ancien récif calcaire de la base du jurassique supérieur. Le pré central du village repose sur une zone marneuse. Le rocher de la cathédrale date lui aussi du jurassique supérieur (Rauracien).

## Toponymie
Le nom de la localité est attesté sous les formes de Onciaco en 1191, Onceu en 1245, Uncius en 1263, Oncyacus en 1280, Unciacus en 1410.
Le nom du village procède de l'évolution phonétique du nom de domaine d´origine gallo-romaine *Onciacum, type toponymique dérivé avec le suffixe d'origine gauloise -acum, de localisation et de propriété, et du nom de personne Uncius, Unicius ou Onicius.

## Histoire
La paroisse apparait en 1191 sous le nom Ecclesia Sancti Laurentii De Onciaco (confirmé par le pape Celestin III à l'abbaye de Saint-Rambert).

L'histoire du village est fortement liée à celle de la famille d'Oncieu. En effet, cette famille avait possession du village depuis au moins le XIIe siècle. Les traces les plus anciennes remontent à Boson l'ancien d'Oncieu né vers 1135.

Guigonnet (ou Guyonnet) d'Oncieu, fils de Pierre d'Oncieu (bailli de Bresse), chevalier et seigneur, reçoit la seigneurie de Montiernoz (commune de Saint-Jean-sur-Reyssouze) que lui apporte en dot la fille de Charles de Montiernoz.
En 1549, Charles d'Oncieu, écuyer, détient encore cette seigneurie auquel est ajouté celle de Saint Aubin (commune de Béréziat), de la Tour, du Doyan (commune de Saint-Etienne-sur-Chalaronne).

La famille d'Oncieu, vassale du duc de Savoie, a quitté le village au XIVe pour s'établir à Douvres (Ain), en Savoie et en Dauphiné[réf. souhaitée].
Au XVIIe siècle, le village n'appartient à aucun bailliage et fait partie d'une subdélégation de Belley, mandement de Saint Rambert pour la justice ordinaire.
À cette époque, la commune appartient à Mme Royale duchesse de Savoie.

## Politique et administration

### Découpage territorial
La commune d'Oncieu est membre de la communauté de communes de la Plaine de l'Ain, un établissement public de coopération intercommunale (EPCI) à fiscalité propre créé le 15 décembre 2002 dont le siège est à Chazey-sur-Ain. Ce dernier est par ailleurs membre d'autres groupements intercommunaux.
Sur le plan administratif, elle est rattachée à l'arrondissement de Belley, au département de l'Ain et à la région Auvergne-Rhône-Alpes. Sur le plan électoral, elle dépend du  canton d'Ambérieu-en-Bugey pour l'élection des conseillers départementaux, depuis le redécoupage cantonal de 2014 entré en vigueur en 2015, et de la cinquième circonscription de l'Ain  pour les élections législatives, depuis le dernier découpage électoral de 2010.

### Administration municipale

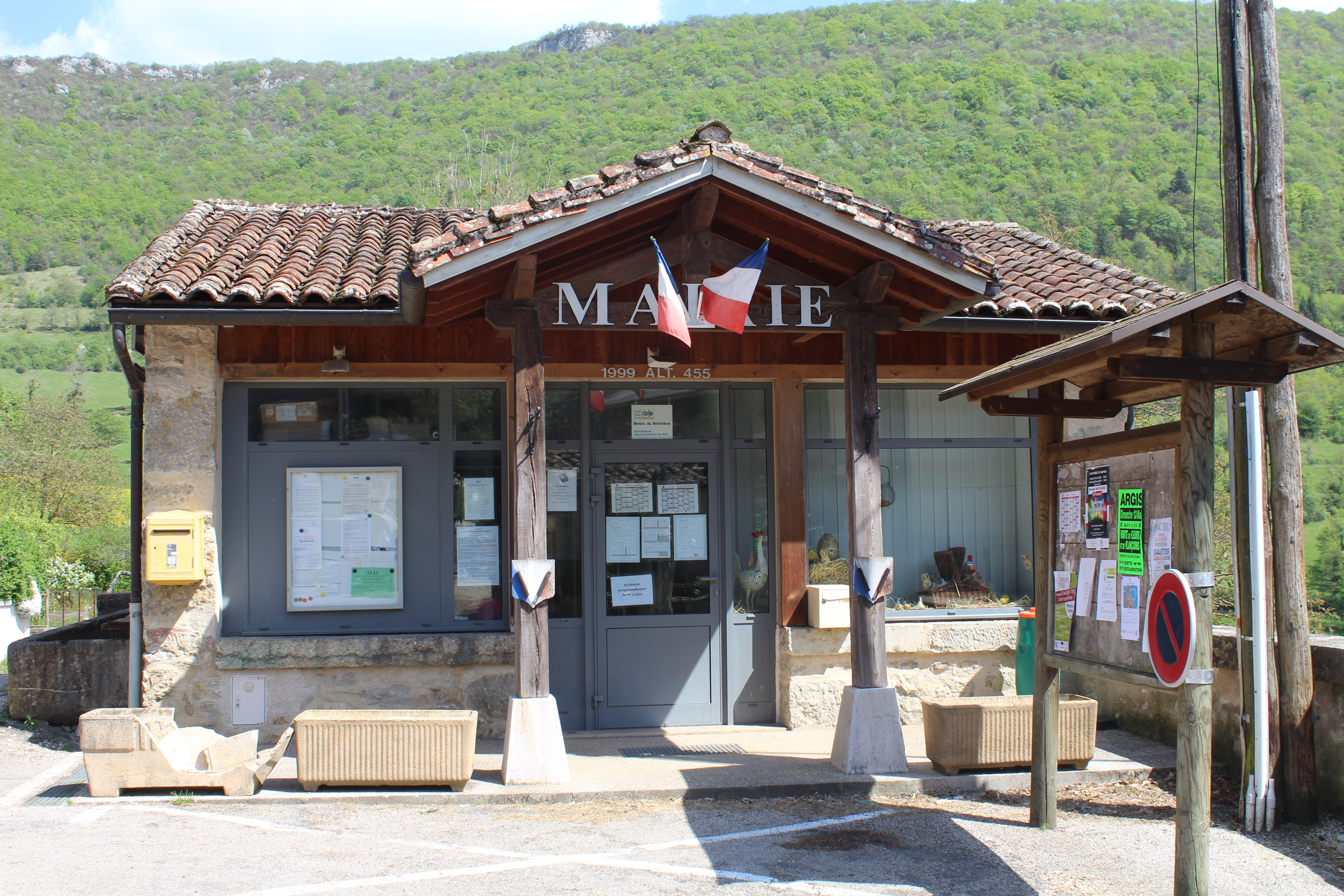
Mairie.

Le nombre d'habitants de la commune étant inférieur à 100, le nombre de membres du conseil municipal est de 6.

#### Liste des maires
| Période                                  | Période   | Identité            | Étiquette | Qualité                         |
| ---------------------------------------- | --------- | ------------------- | --------- | ------------------------------- |
| 1865                                     | 1870      | Rambert Fournier    |           |                                 |
| 1870                                     | 1876      | André Gudet         |           |                                 |
| 1876                                     | 1877      | Julien Tenand       |           |                                 |
| 1877                                     | 1888      | André Gudet         |           |                                 |
| 1888                                     | 1892      | François Lagnieu    |           |                                 |
| 1892                                     | 1897      | André Gudet         |           |                                 |
| 1897                                     | 1900      | Julien Tenand       |           |                                 |
| 1900                                     | 1904      | François Genin      |           |                                 |
| 1904                                     | 1908      | Cyrile Guillon      |           |                                 |
| 1908                                     | 1919      | Régis Chabuel       |           |                                 |
| 1919                                     | 1925      | Henri Berthet       |           |                                 |
| 1925                                     | 1927      | Régis Chabuel       |           |                                 |
| 1927                                     | 1945      | Philippe Fournier   |           |                                 |
| 1945                                     | 1953      | Henri Fournier      |           |                                 |
| 1953                                     | 1957      | Philippe Bert       |           |                                 |
| 1957                                     | 1975      | Henri Grandjean     |           |                                 |
| 1975                                     | mars 2001 | Joseph Lagnieu      |           |                                 |
| mars 2001                                | mars 2014 | Alain-Pierre Lajara |           |                                 |
| mars 2014                                | mai 2020  | Ghislaine Pernod    |           | Cadre (entreprise publique)     |
| mai 2020                                 | En cours  | Denis Jacquemin     |           | Contremaître, agent de maîtrise |
| Les données manquantes sont à compléter. |           |                     |           |                                 |

## Démographie
L'évolution du nombre d'habitants est connue à travers les recensements de la population effectués dans la commune depuis 1793. Pour les communes de moins de 10 000 habitants, une enquête de recensement portant sur toute la population est réalisée tous les cinq ans, les populations de référence des années intermédiaires étant quant à elles estimées par interpolation ou extrapolation. Pour la commune, le premier recensement exhaustif entrant dans le cadre du nouveau dispositif a été réalisé en 2008.

En 2022, la commune comptait 72 habitants, en évolution de −23,4 % par rapport à 2016 (Ain : +5,15 %, France hors Mayotte : +2,11 %).
| 1793 | 1800 | 1806 | 1821 | 1831 | 1836 | 1841 | 1846 | 1851 |
| ---- | ---- | ---- | ---- | ---- | ---- | ---- | ---- | ---- |
| 260  | 293  | 296  | 299  | 294  | 290  | 297  | 305  | 302  |

| 1856 | 1861 | 1866 | 1872 | 1876 | 1881 | 1886 | 1891 | 1896 |
| ---- | ---- | ---- | ---- | ---- | ---- | ---- | ---- | ---- |
| 291  | 265  | 251  | 244  | 239  | 234  | 246  | 227  | 189  |

| 1901 | 1906 | 1911 | 1921 | 1926 | 1931 | 1936 | 1946 | 1954 |
| ---- | ---- | ---- | ---- | ---- | ---- | ---- | ---- | ---- |
| 189  | 180  | 162  | 142  | 140  | 136  | 144  | 115  | 88   |

| 1962 | 1968 | 1975 | 1982 | 1990 | 1999 | 2006 | 2008 | 2013 |
| ---- | ---- | ---- | ---- | ---- | ---- | ---- | ---- | ---- |
| 79   | 63   | 60   | 63   | 68   | 78   | 89   | 92   | 97   |

| 2018 | 2022 | - | - | - | - | - | - | - |
| ---- | ---- | - | - | - | - | - | - | - |
| 84   | 72   | - | - | - | - | - | - | - |

## Économie
Le village d'Oncieu est situé dans la zone d'appellation d'origine contrôlée de plusieurs productions :
- Comté (fromage) ;
- Bois du Jura.

## Culture et patrimoine local

### Patrimoine naturel
- Pli de Narse d'Argis jusqu'à Évosges.
- Grotte de l'Âne.
- Cascade Bruire.
- Le rocher dit de la Cathédrale (jurassique supérieur type rauracien).
- Le ruisseau du Buinand qui se jette dans la Mandorne.

Oncieu figure sur la liste des sites naturels classés de l'Ain.

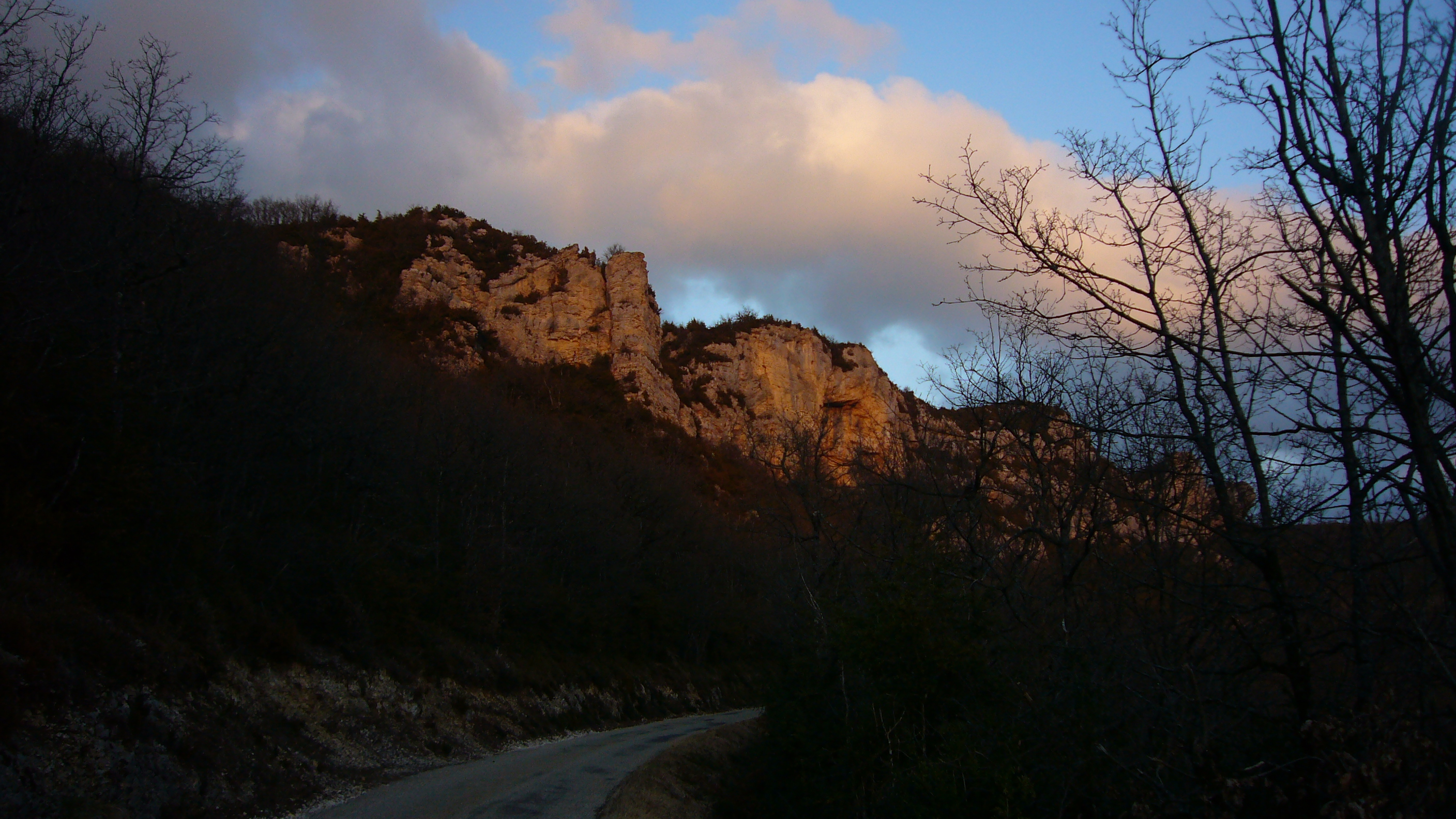
Le pli de Narse avec croix d'Évosges dominant Oncieu.
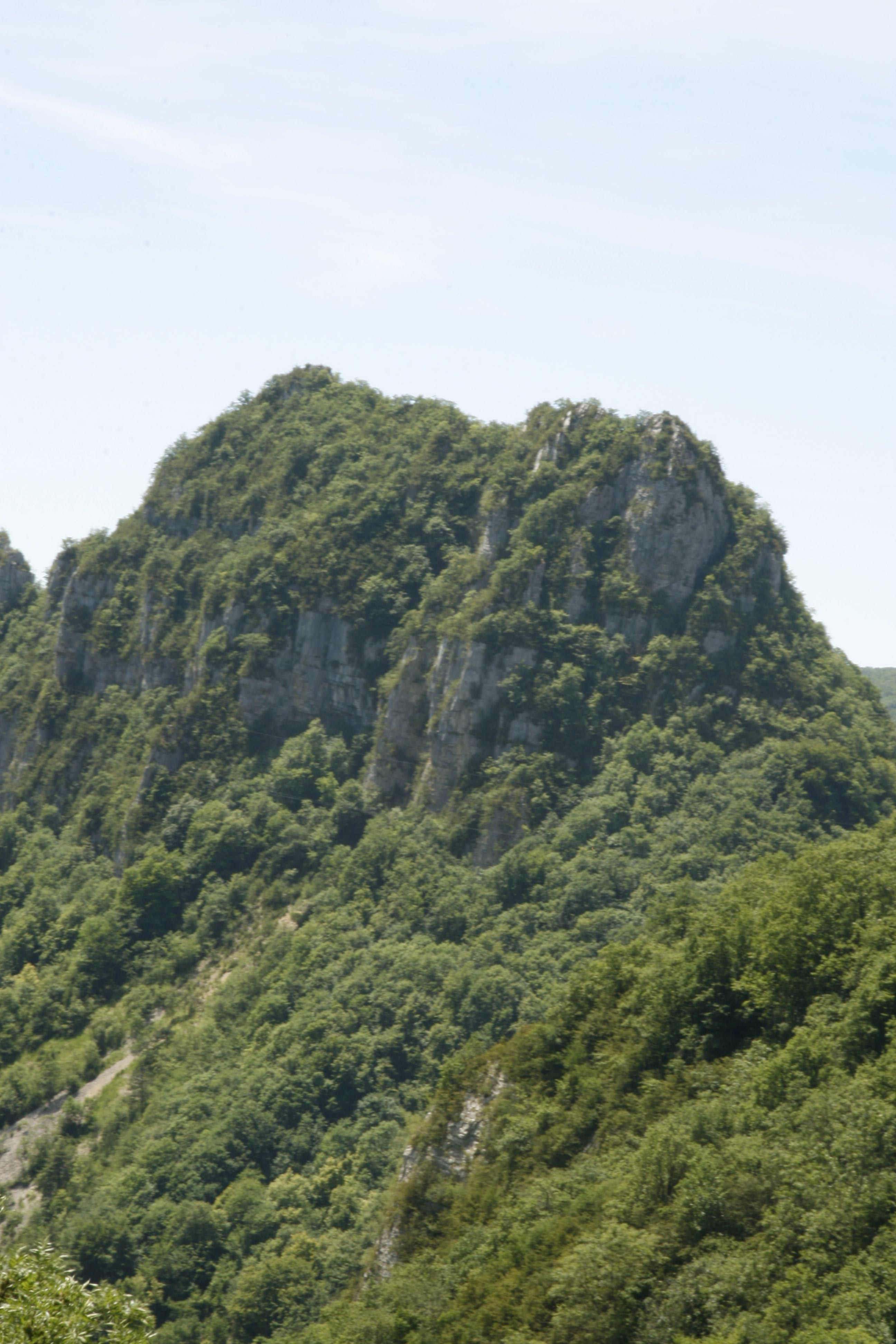
Rocher de la Cathédrale vue de la route de Résinand.
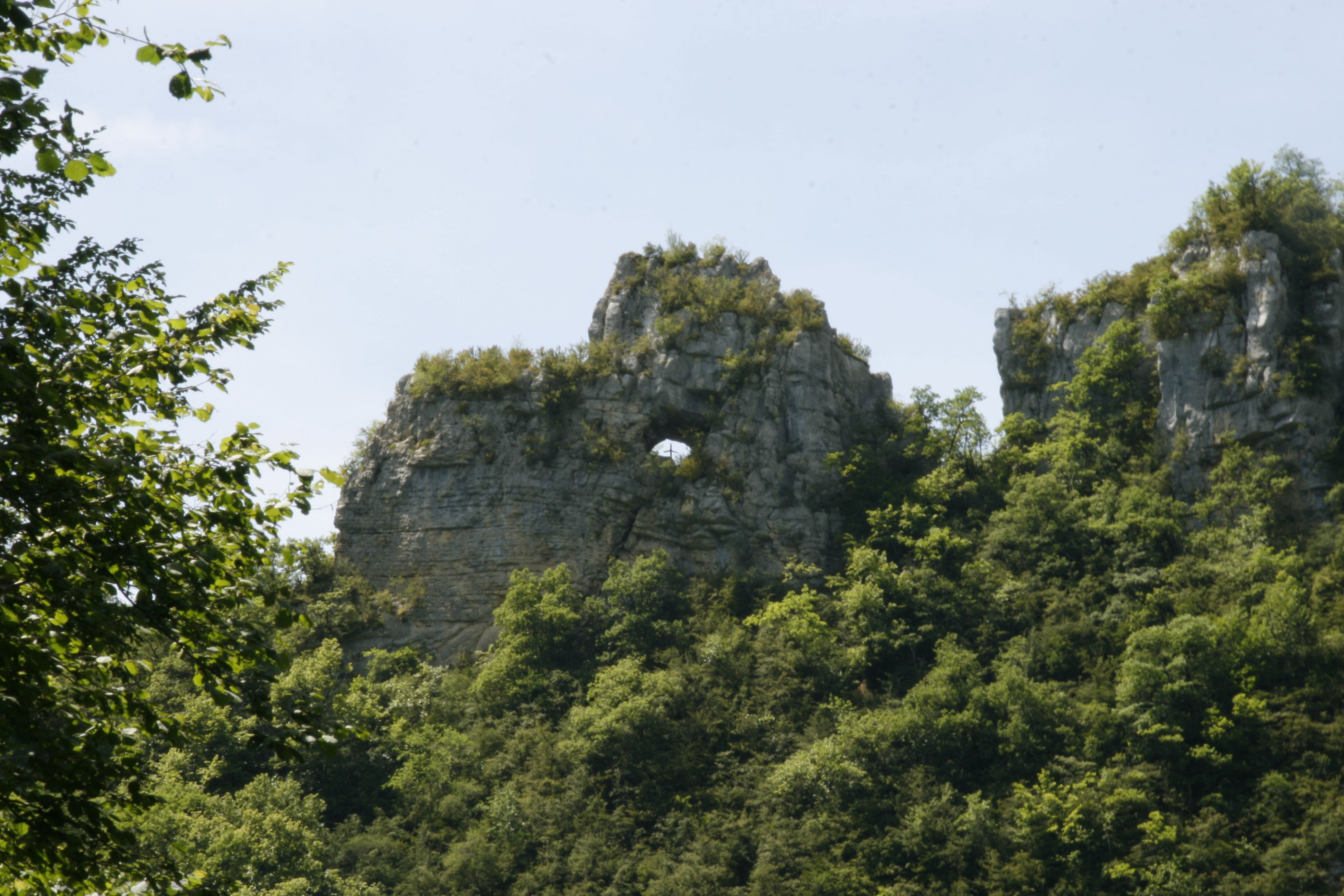
Rocher de la Cathédrale vue de la route de Résinand.

### Patrimoine historique

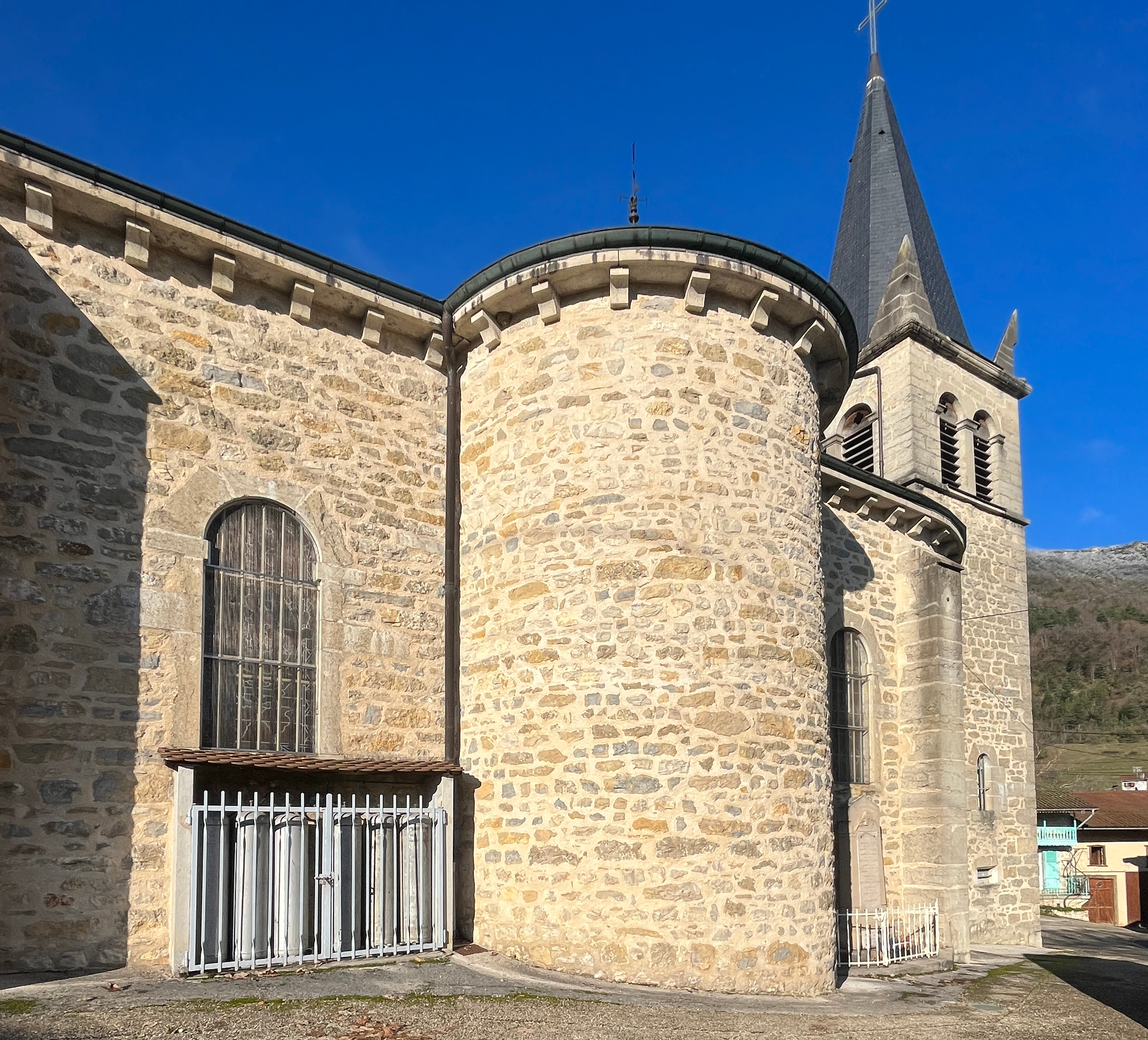
Église Saint-Laurent.

- Église Saint-Laurent d'Oncieu : refaite en 1840, elle comporte un vitrail représentant la Sainte Famille et un autre saint Laurent (patron de la paroisse). Deux autels secondaires sont dédiés à saint laurent et la Vierge. Trois statuts représentent le Christ, saint Joseph et saint Vincent[13].
- Maison forte : reprise de fief du 18 mai 1602 à Geoffroy de Bavos (ou Bavoz), président du sénat de Chambéry. Maison reprise en 1680 par Louis de Bavoz en la paroisse de Chemillieu[13].

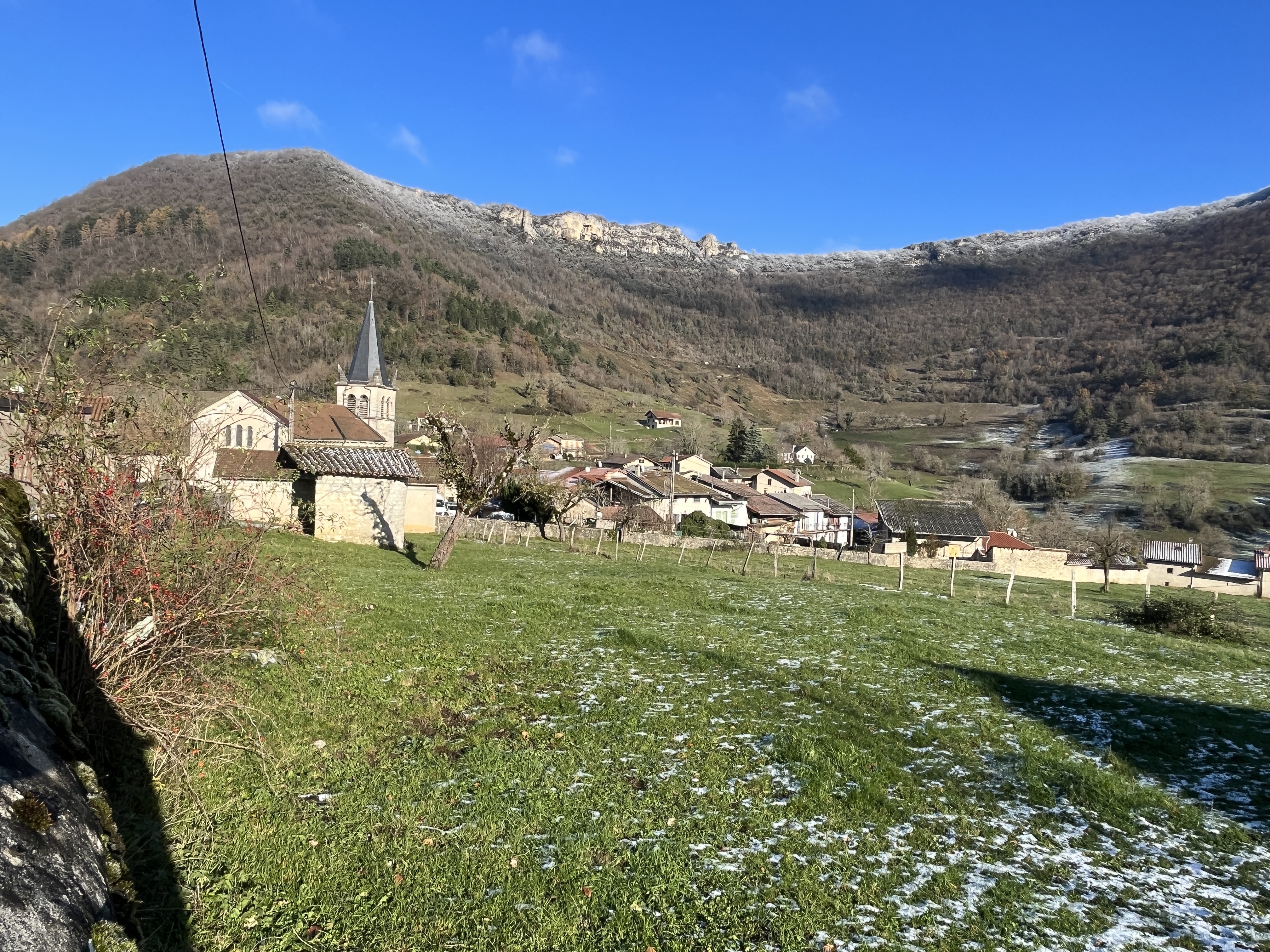
La prairie circulaire centrale.

- Plan circulaire : c'est l'un des aspects les plus pittoresques du village. Plusieurs interprétations sont possibles. La forme circulaire du village serait dû au fait qu'un village plus ancien aurait été détruit à la suite d'un événement brutal (incendie, peste) et sa reconstruction autorisés autour du pré féodal avec la condition de ne pas percer de fenêtre ou de porte donnant sur le pré[24]. Les habitants parquaient les troupeaux dans la partie centrale. Une autre serait, qu'à l'origine, Oncieu se situait près de l'embranchement de la route d'Argis et aurait été abandonné à la suite de l'empoisonnement d'un puits.
- Monument aux morts et cimetière.

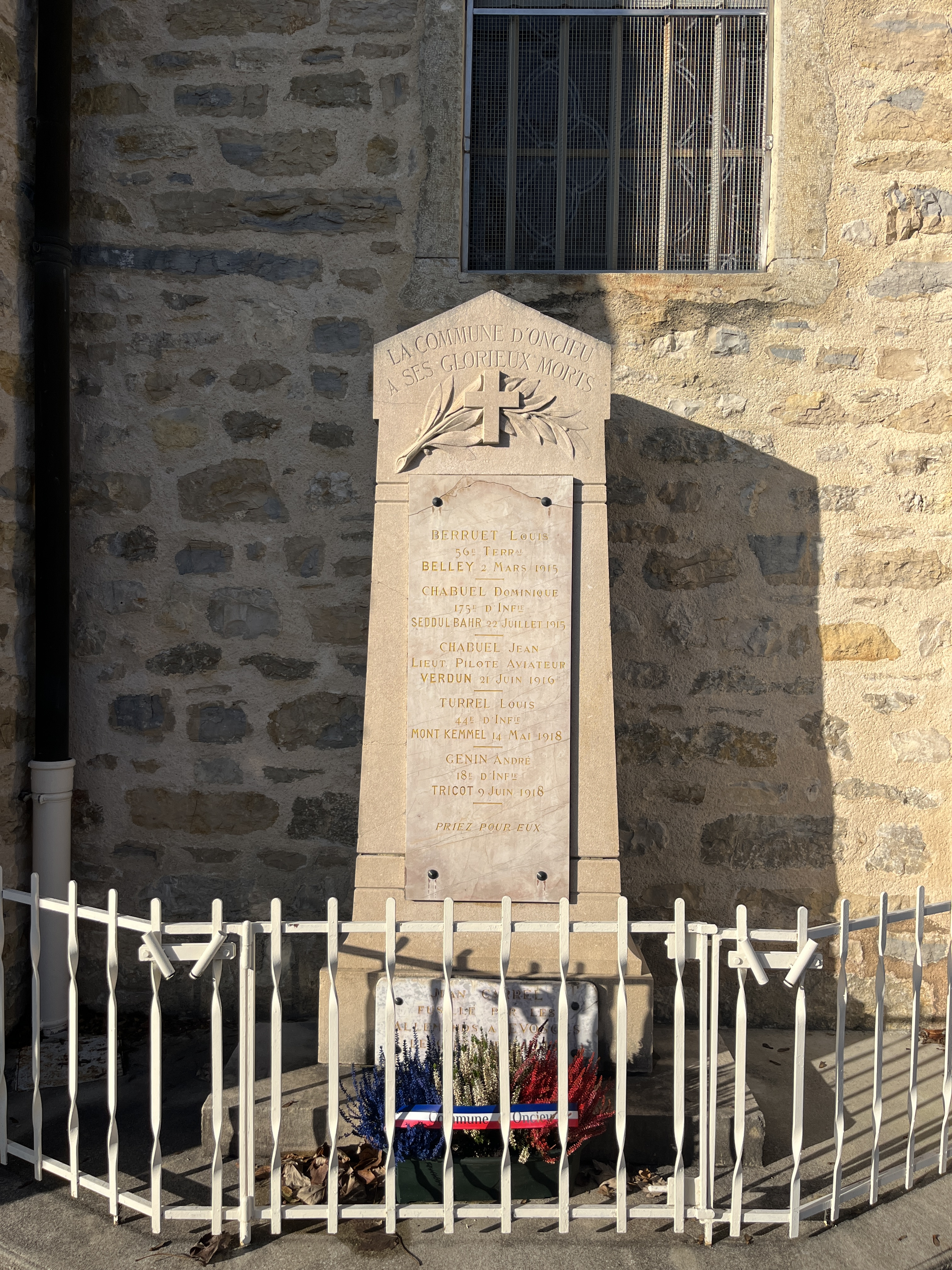
Monument aux morts.
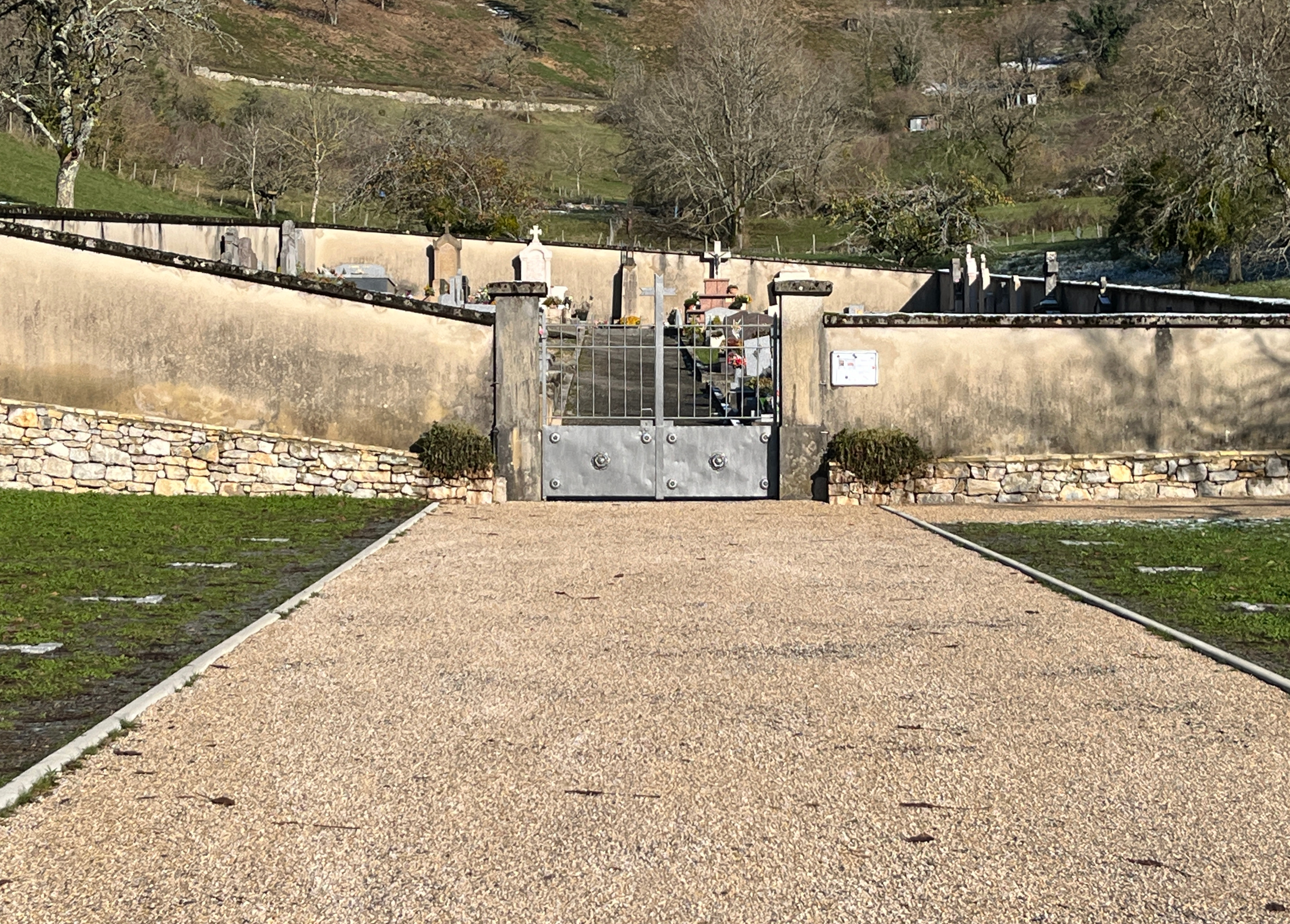
Cimetière.
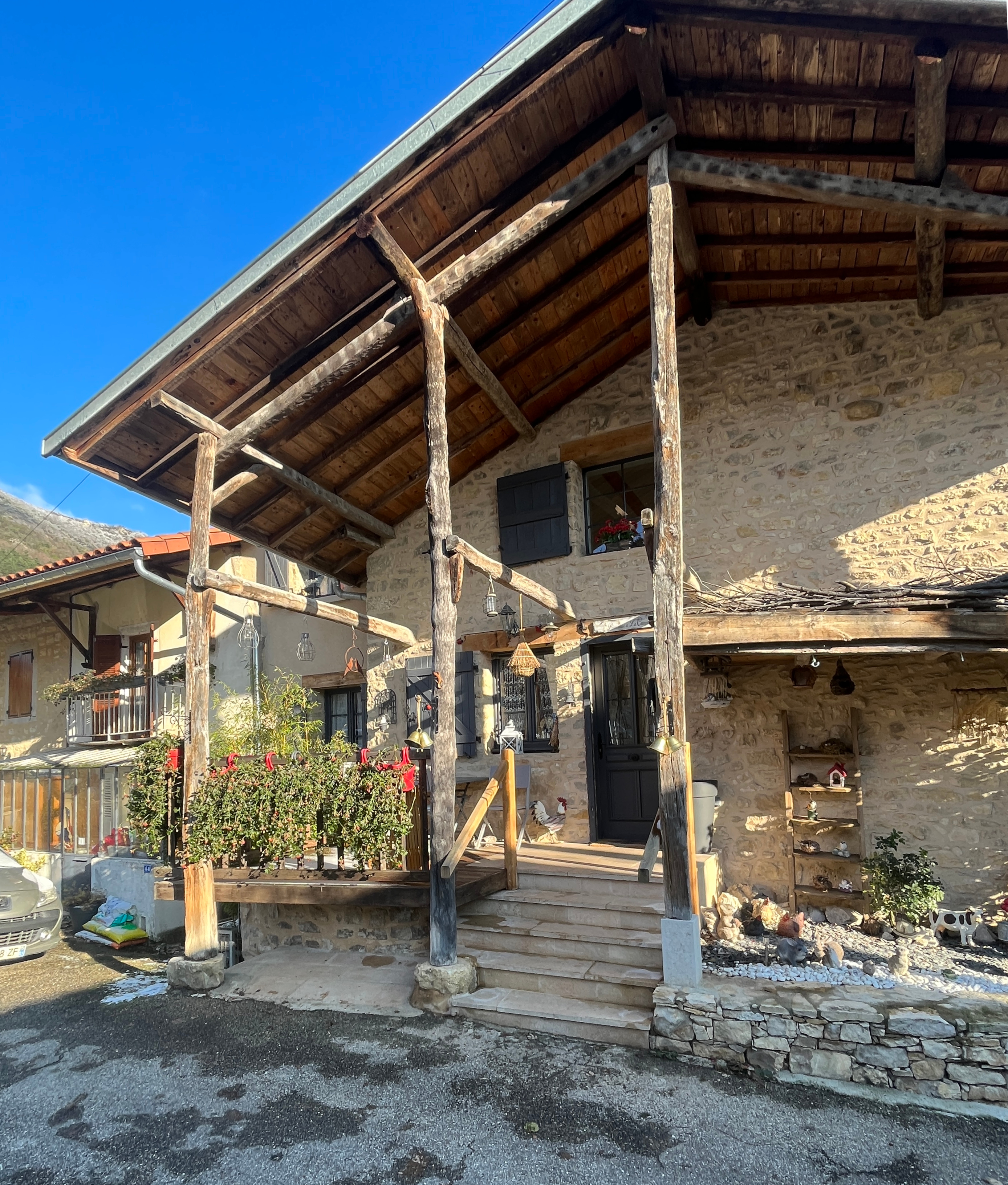
Maison typique.

### Sport

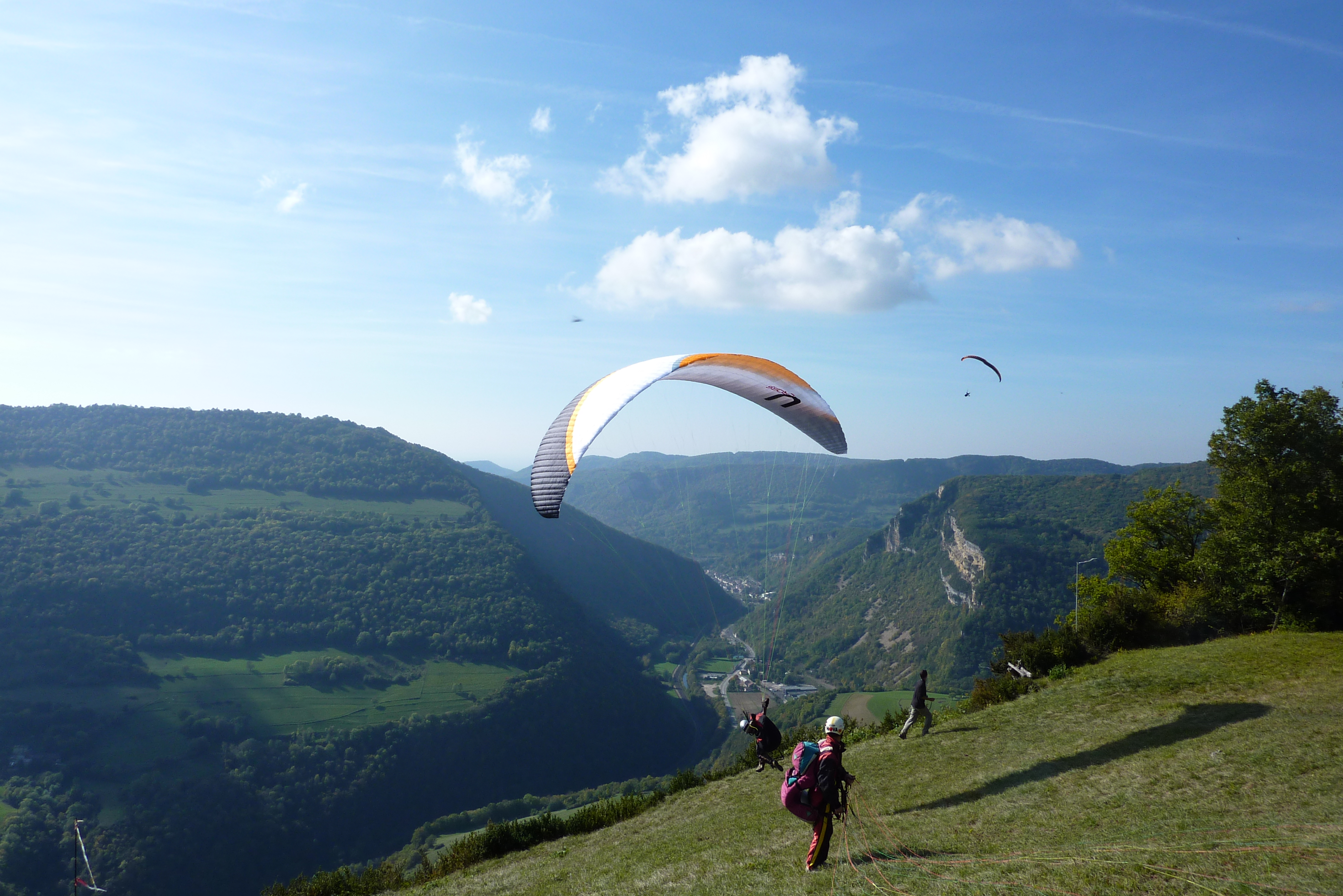
Décollage d'un parapente depuis l'aire d'atterrissage Grangeons de Vers Cha, en 2011.

L'aire d'atterrissage Grangeons de Vers Cha, pour le parapente, se trouve sur le territoire d'Oncieu,.

### Personnalités liées à la commune
- Famille d'Oncieu

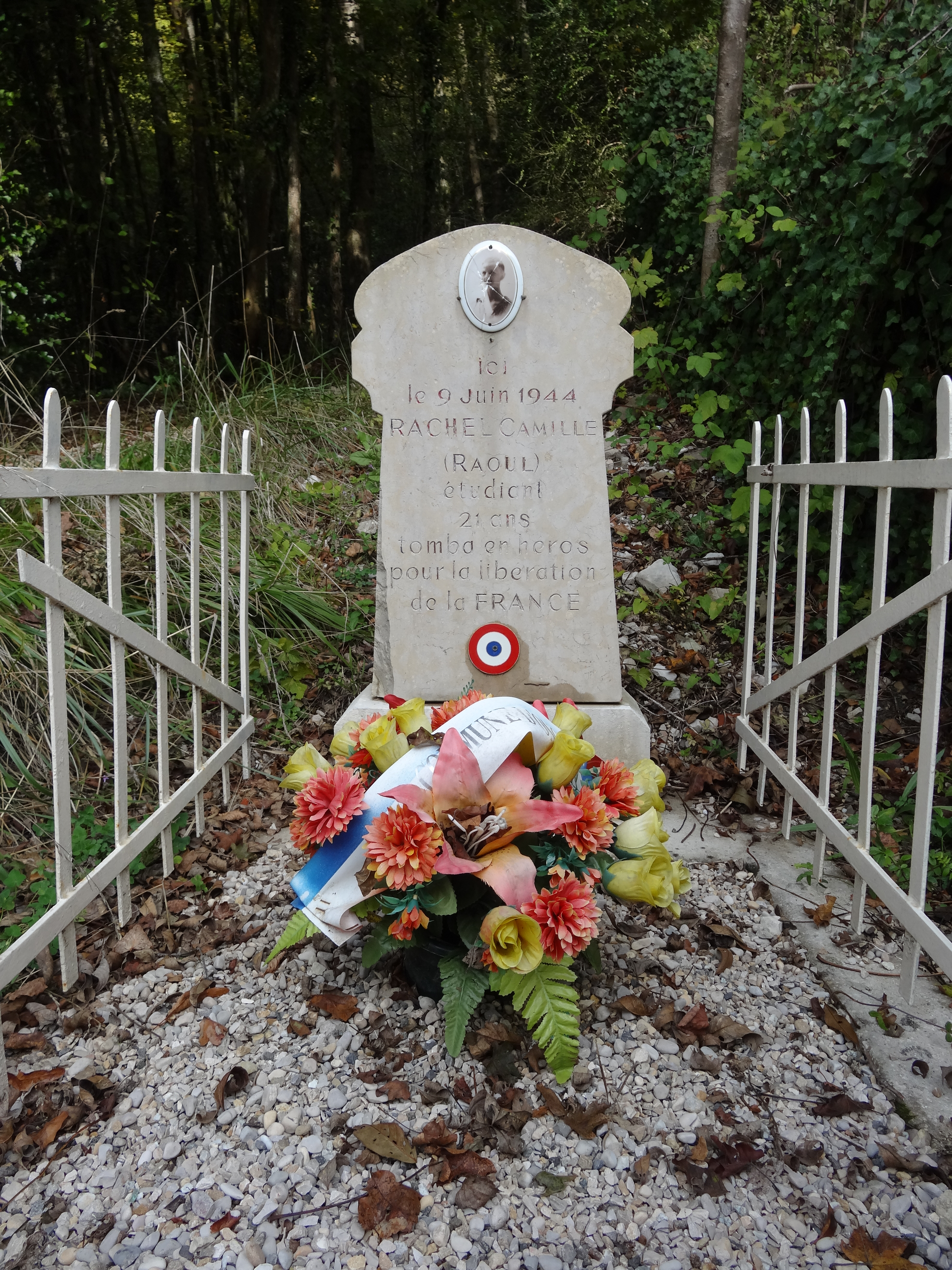
Stèle au résistant Camille Rachel.

- Camille Rachel (1923, Saint-Rambert-en-Bugey - 1944, Oncieu), membre des maquis de l’Ain, fut fusillé sur le territoire d'Oncieu[27]. Sur le lieu de l'exécution se trouve une stèle commémorative.

### Héraldique
| Blason | Blasonnement : D'or à trois chevrons de gueules et à un écusson d'azur chargé d'un saint Laurent d'or brochant ; au chef de gueules chargé d'un lion issant d'hermine. |